# 2011-es Rubik-kocka-világbajnokság
A 2011-es Rubik-kocka-világbajnokságot Thaiföldön, Bangkokban rendezték. A 6. alkalommal megszervezett versenyt 2011. október 14-16 között rendezték. A versenyzők 19 versenyszámban mérték össze a tudásukat.
40 országból érkezett több mint 350 versenyző a világbajnokságra. A verseny pénzdíjas volt, a győzteseknek 24 ezer euró díjazást adtak át. A 3x3x3 kirakásban világbajnoki címet a lengyel Michal Pleskowicz szerezte meg.
A kilenctagú magyar csapat jól szerepelt. Endrey Marcell világrekordot felállítva 19 kockából 19-et rakott ki vakon. Horváth Máté a Master Magicben, Barát Bence a 7x7-es kocka kirakásban, míg Bodor Bálint a Rubik's Magicben lett világelső.

## Eredmények
| Versenyzám    | Győztes             | Átlagidő | Legjobb rakás |
| ------------- | ------------------- | -------- | ------------- |
| 3x3x3         | Michal Pleskowicz   | 8.65     | 7.68          |
| 2x2x2         | Feliks Zemdegs      | 2.71     | 1.91          |
| 4x4x4         | Feliks Zemdegs      | 35.22    | 33.28         |
| 5x5x5         | Feliks Zemdegs      | 59.94    | 56.22         |
| 6x6x6         | Feliks Zemdegs      | 2:09.29  | 2:02.33       |
| 7x7x7         | Barát Bence         | 3:37.75  | 3:33.53       |
| 3x3x3 vakon   | Zane Carney         | 37.16    | 31.14         |
| 3x3x3 LM      | Sébastien Auroux    |          | 28            |
| 3x3x3 OH      | Arifumi Fushimi     | 15.56    | 13.19         |
| 3x3x3 lábbal  | Henrik Buus Aagaard | 43.05    | 40.43         |
| Megaminx      | Simon Westlund      | 51.23    | 46.69         |
| Pyraminx      | Jules Desjardin     | 4.67     | 3.72          |
| Rubik-óra     | Daniel Sheppard     | 7.51     | 6.16          |
| Square-1      | Dan Cohen           | 16.42    | 14.50         |
| 4x4x4 vakon   | Aldo Feandri        |          | 5:52.50       |
| 5x5x5 vakon   | Chris Hardwick      |          | 15:06.00      |
| 3x3x3 T vakon | Marcell Endrey      |          | 19/19 53:48   |
| Rubik's Magic | Bodor Bálint        | 0.93     | 0.88          |
| Master Magic  | Horváth Máté        | 2.21     | 2.08          |

3x3x3 LM=3x3x3 legkevesebb mozdulatból kirakás
3x3x3 OH=3x3x3 egy kézzel
3x3x3 T vakon=3x3x3 több kocka vakon